# Rivière des Huit Chutes Est
Rivière des Huit Chutes Est är ett vattendrag i Kanada.   Det ligger i provinsen Québec, i den östra delen av landet, 500 km nordost om huvudstaden Ottawa. Rivière des Huit Chutes Est ligger vid sjön Lac des Fourches.
Trakten runt Rivière des Huit Chutes Est är nära nog obefolkad, med mindre än två invånare per kvadratkilometer.